# Economia da Bielorrússia
Uma grande parte da economia da Bielorrússia deve-se à indústria automotiva e de máquinas e implementos e que é responsável por 40% do PIB de Belarus. Os postos de trabalho estão dispostos na mesma ordem.
A agricultura mecanizada produz cereais, batata e beterraba.
Os laços econômicos permanecem fortes com a Rússia e Ucrânia.
O Banco Mundial estima a taxa de desemprego na Bielorrússia em 0,5% em 2015

## Comércio exterior
Em 2020, o país foi o 68º maior exportador do mundo (US $ 22,5 bilhões em mercadorias, 0,1% do total mundial). Na soma de bens e serviços exportados, chega a US $ 41,9 bilhões e fica em 61º lugar mundial. Já nas importações, em 2019, foi o 63º maior importador do mundo: US $ 31,6 bilhões.

## Setor primário

### Agricultura
A Bielorrússia produziu, em 2018:
- 5,8 milhões de toneladas de batata (11º maior produtor do mundo);
- 4,8 milhões de toneladas de beterraba, que serve para produzir açúcar e etanol;
- 1,8 milhão de toneladas de trigo;
- 1,1 milhão de toneladas de milho;
- 1 milhão de toneladas de triticale (3º maior produtor do mundo, somente atrás de Polônia e Alemanha);
- 944 mil toneladas de cevada;
- 700 mil toneladas de maçã (19º maior produtor do mundo);
- 502 mil toneladas de centeio (5º maior produtor do mundo);
- 456 mil toneladas de colza;
- 360 mil toneladas de repolho;
- 346 mil toneladas de legume;
- 341 mil toneladas de aveia (18º maior produtor do mundo);
- 290 mil toneladas de cenoura;
- 284 mil toneladas de tomate;
- 240 mil toneladas de feijão;
- 226 mil toneladas de pepino;
- 215 mil toneladas de cebola;

Além de produções menores de outros produtos agrícolas.

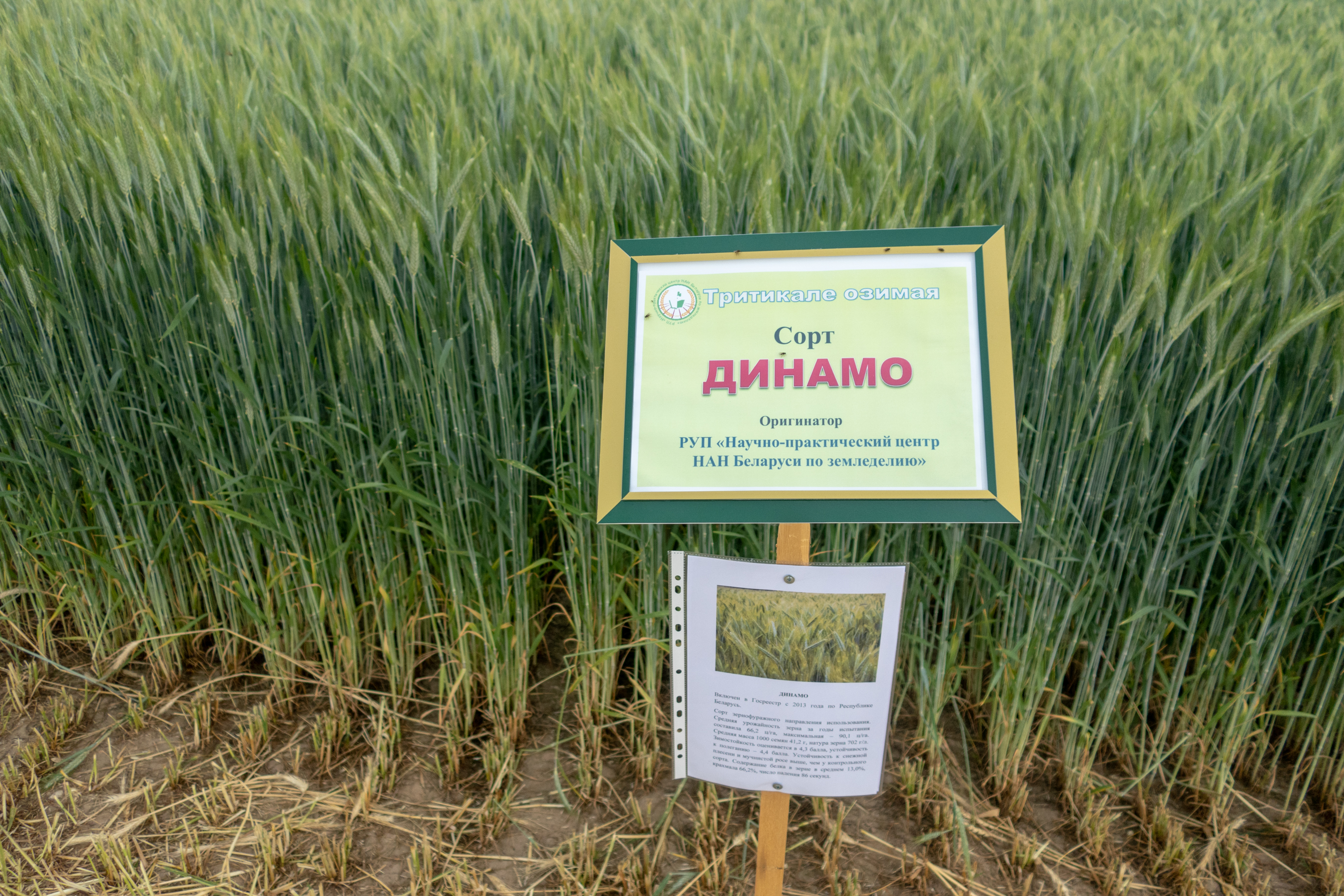
Triticale bielorrusso
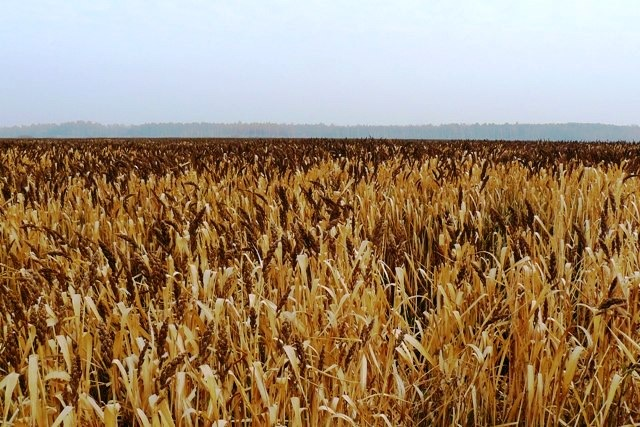
Plantação de centeio na Bielorrússia
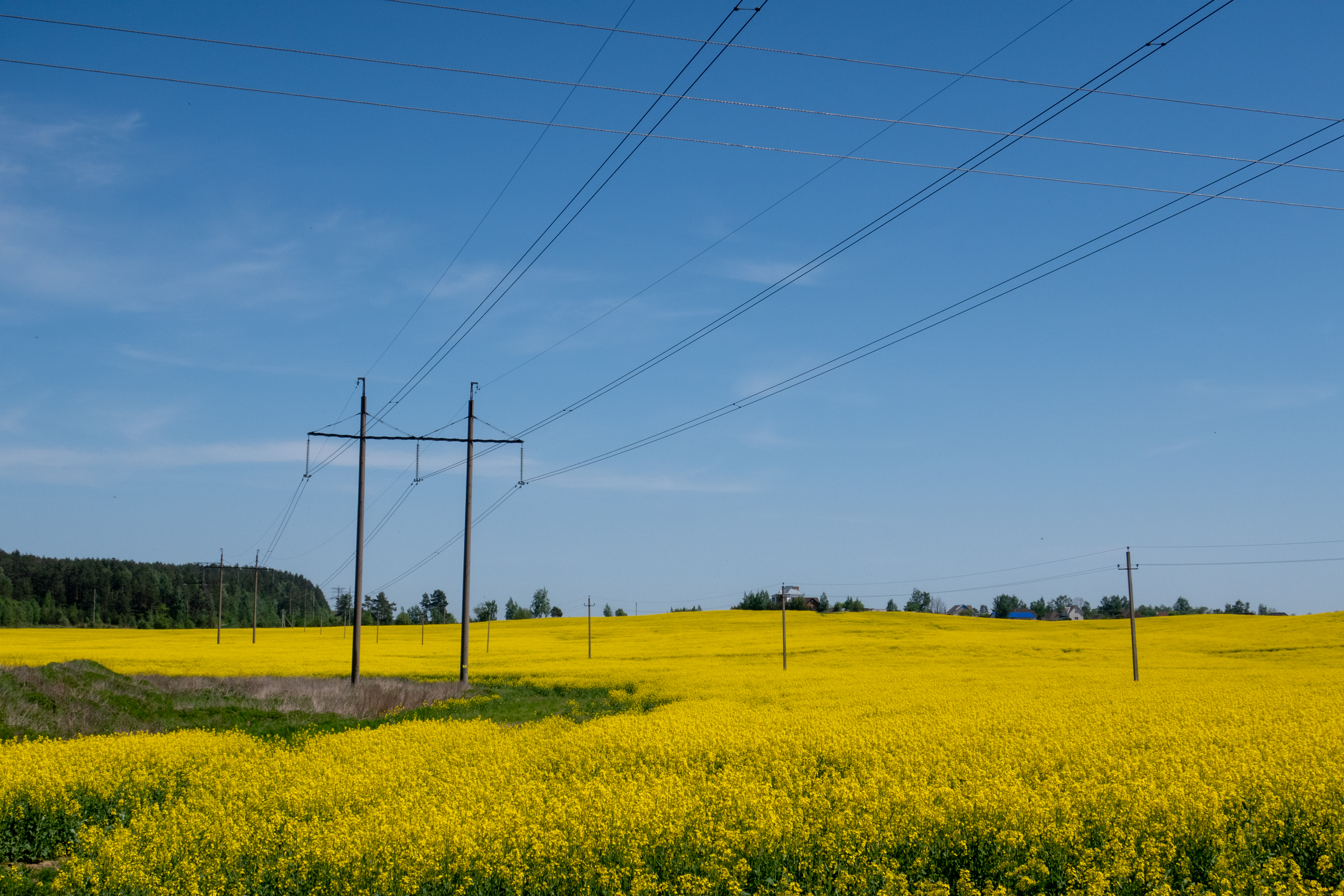
Colza em Minsk

### Pecuária

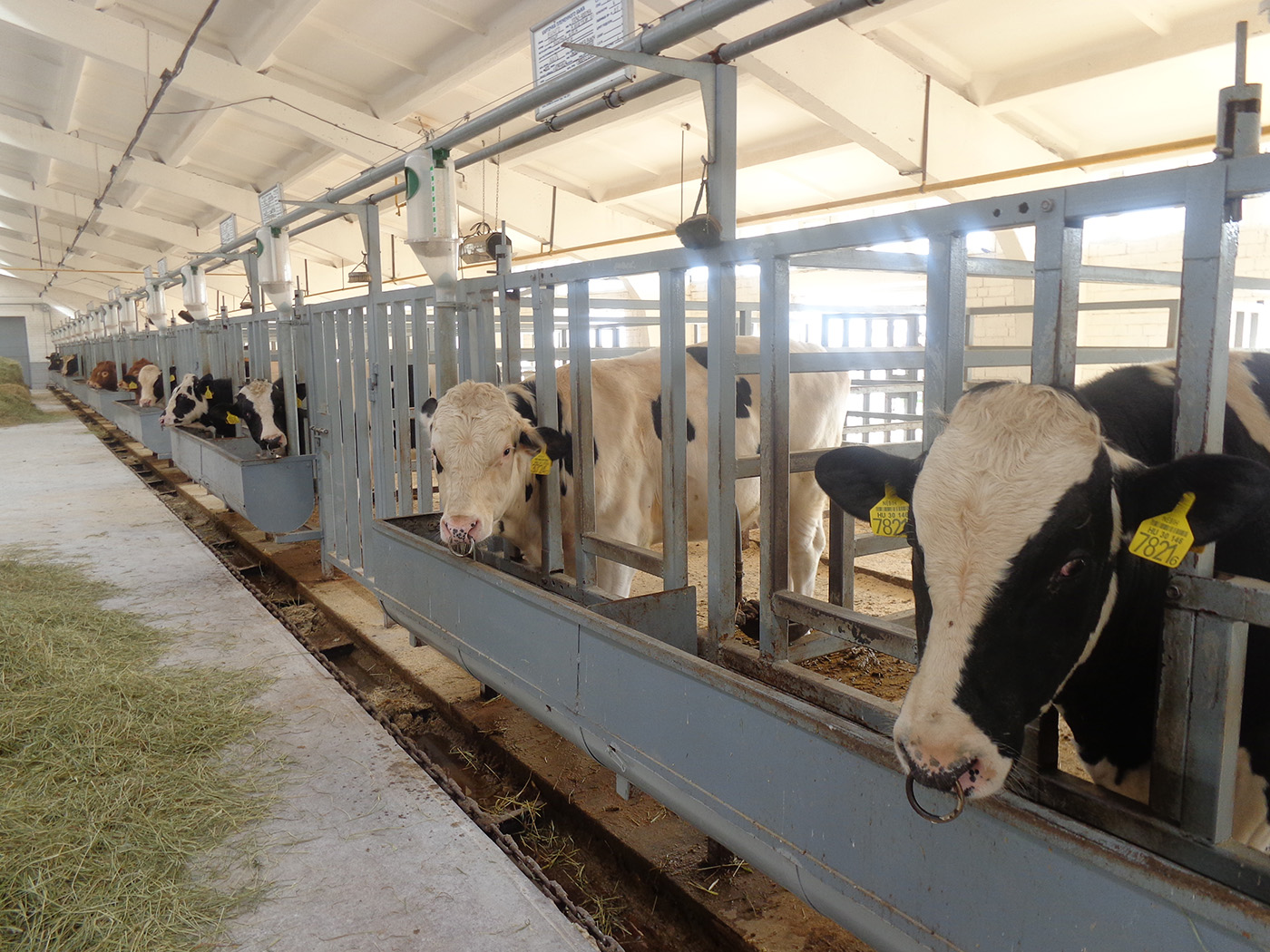
Gado holandês bielorrusso.

Na pecuária, a Bielorrússia produziu, em 2019, 7,3 bilhões de litros de leite de vaca, 463 mil toneladas de carne de frango, 382 mil toneladas de carne suína, 328 mil toneladas de carne bovina, entre outros.

## Setor secundário

### Indústria
O Banco Mundial lista os principais países produtores a cada ano, com base no valor total da produção. Pela lista de 2019, a Bielorrússia tinha a 63ª indústria mais valiosa do mundo (US $ 13,4 bilhões).
Em 2019, a Bielorrússia era o 43ª maior produtor de veículos do mundo (30,4 mil) e o 40ª maior produtor de aço (2,7 milhões de toneladas).

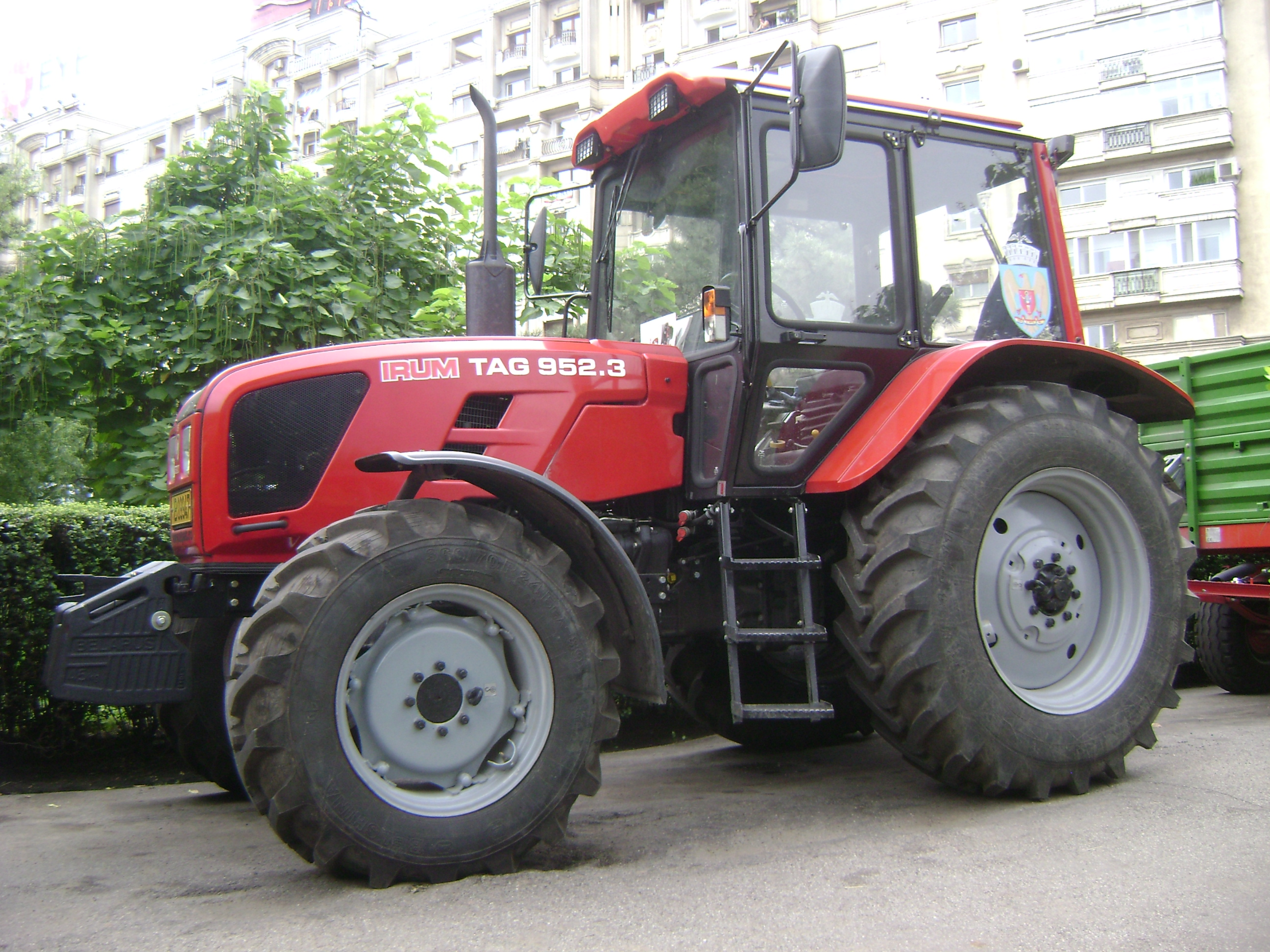
Trator bielorrusso
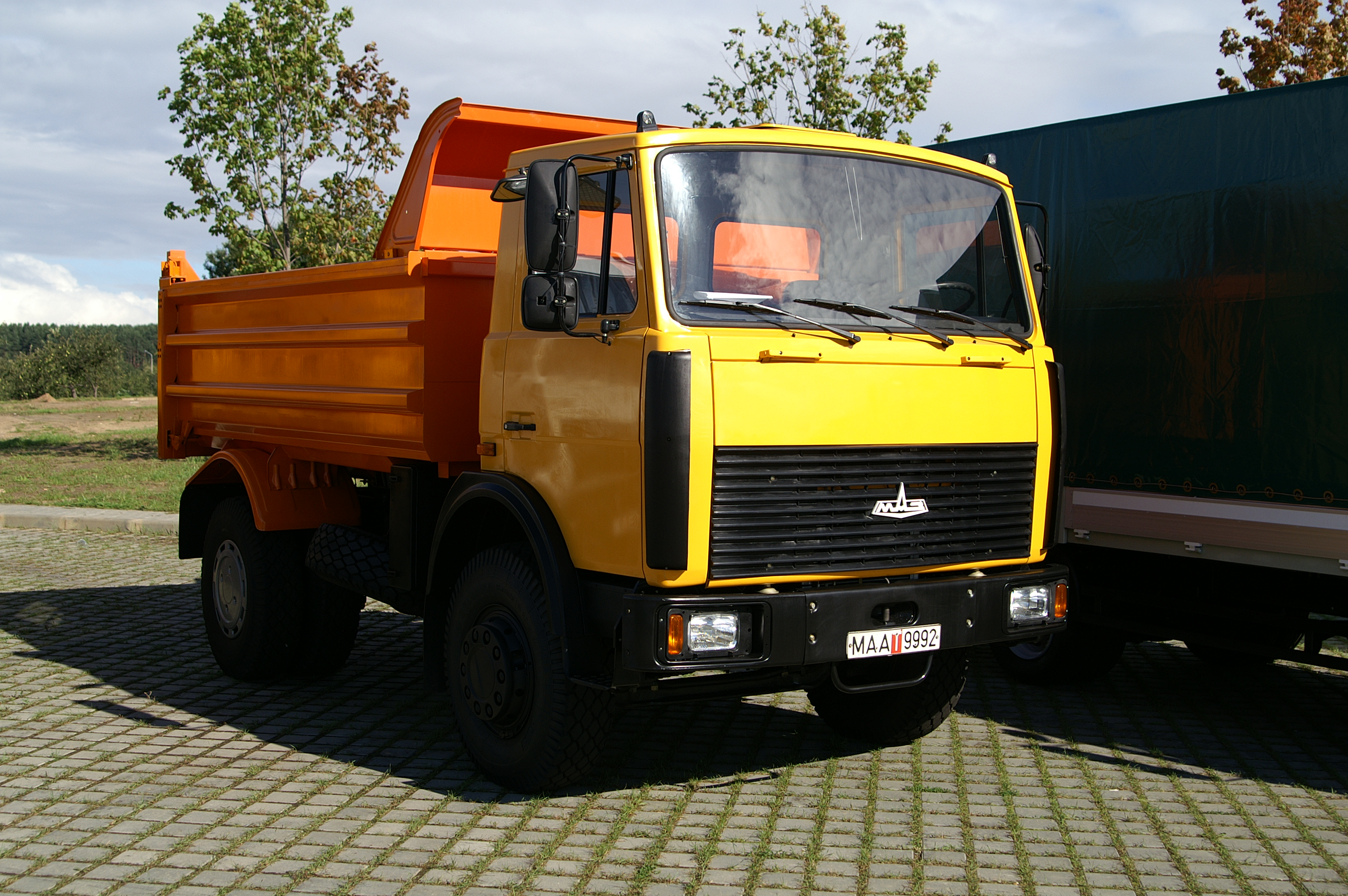
Caminhão de origem bielorrussa

### Energia
Nas energias não-renováveis, em 2020, o país era o 60º maior produtor de petróleo do mundo, extraindo 34,2 mil barris/dia. Em 2019, o país consumia 189,7 mil barris/dia (58º maior consumidor do mundo). O país foi o 21º maior importador de petróleo do mundo em 2012 (433,4 mil barris/dia). Em 2015, a Bielorrússia era o 88º maior produtor mundial de gás natural, com uma produção quase nula. Em 2019 o país era o 39º maior consumidor de gás (19,3 bilhões de m³ ao ano) e era o 17º maior importador de gás do mundo em 2009: 17,6 bilhões de m³ ao ano. O país não produz carvão.
Nas energias renováveis, em 2020, a Bielorrússia não produzia energia eólica, e era o 67º maior produtor de energia solar do mundo, com 0,15 GW de potência instalada.

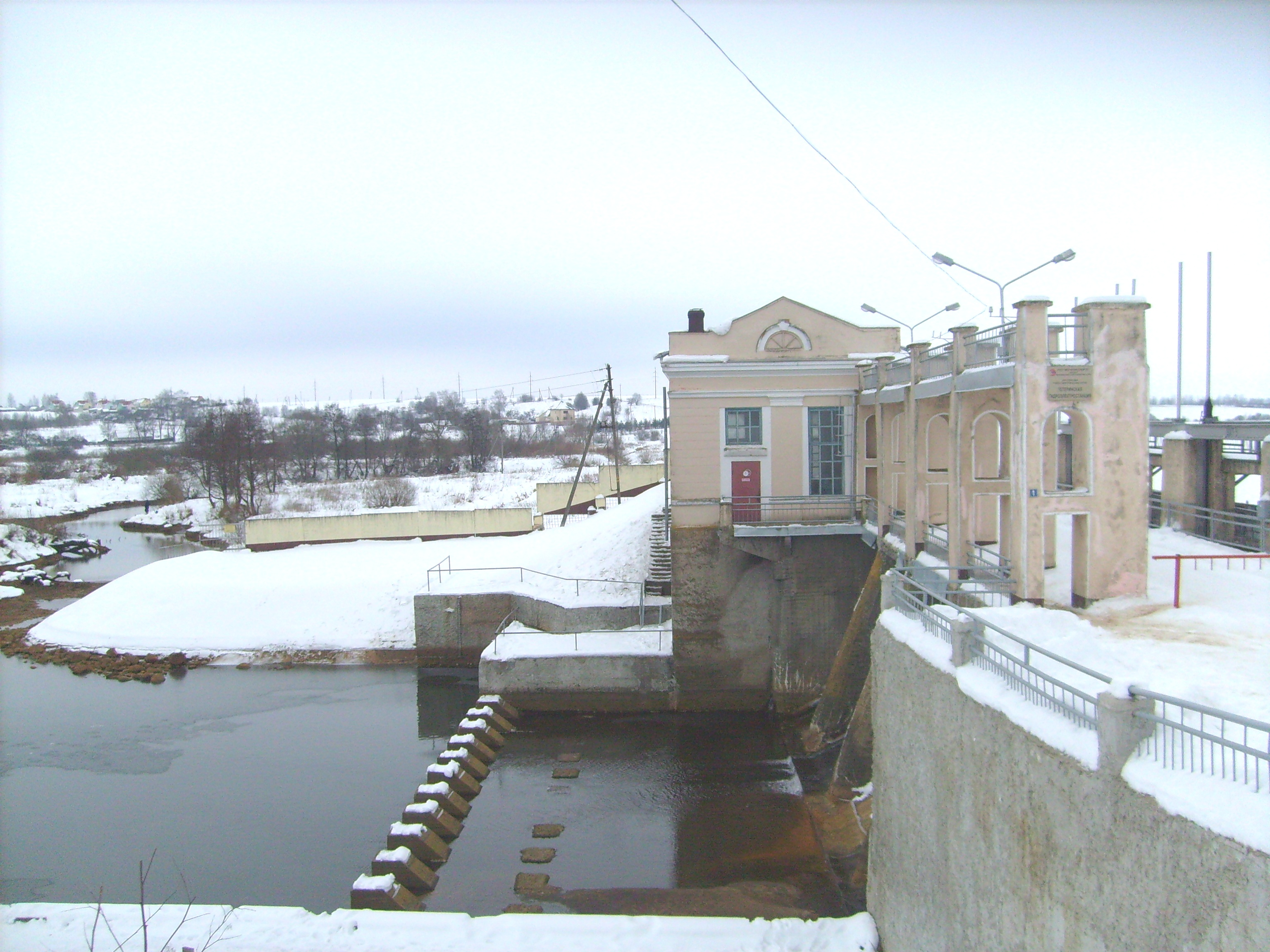
Hidroelétrica Teterino
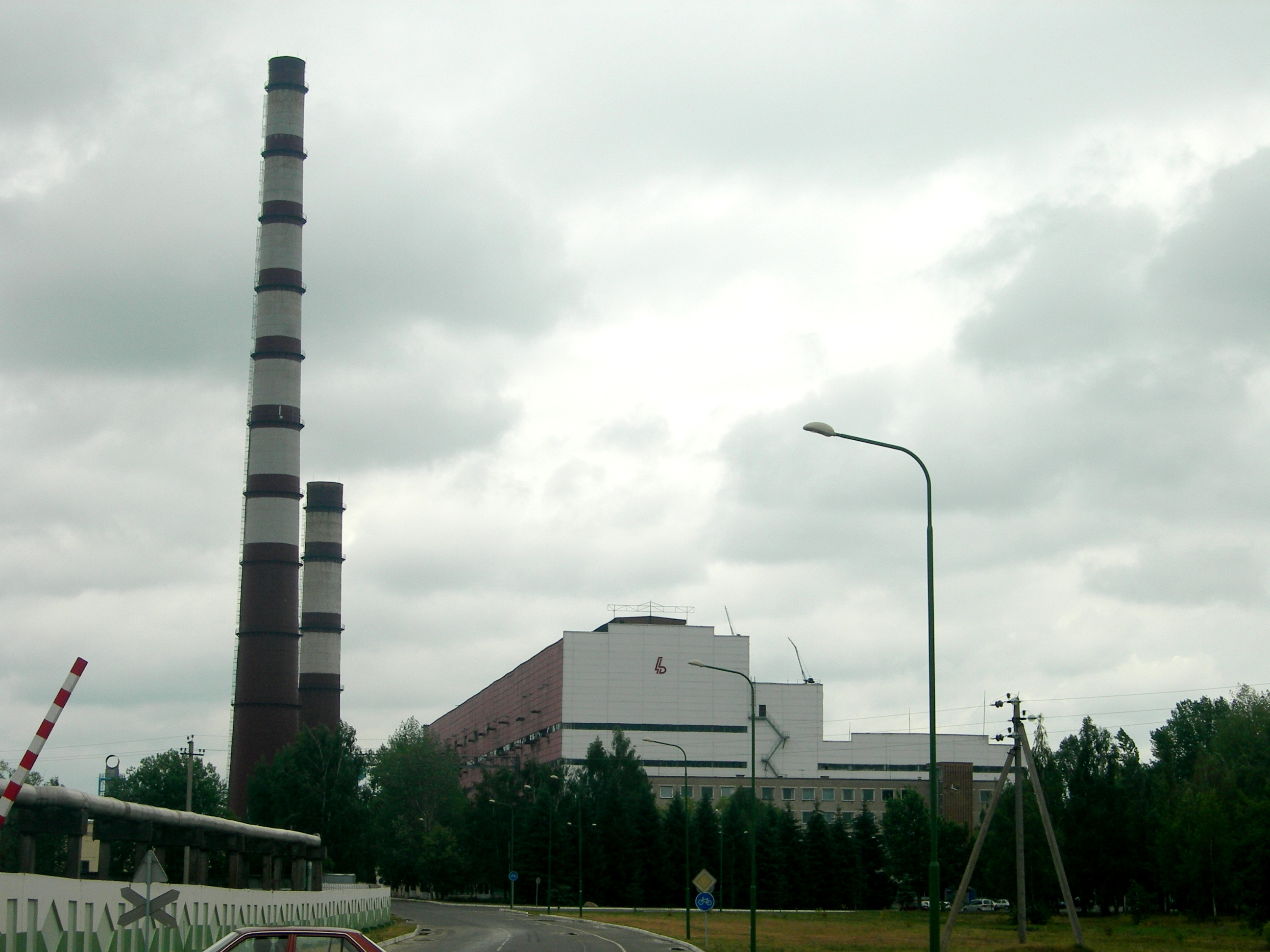
Termelétrica bielorrussa
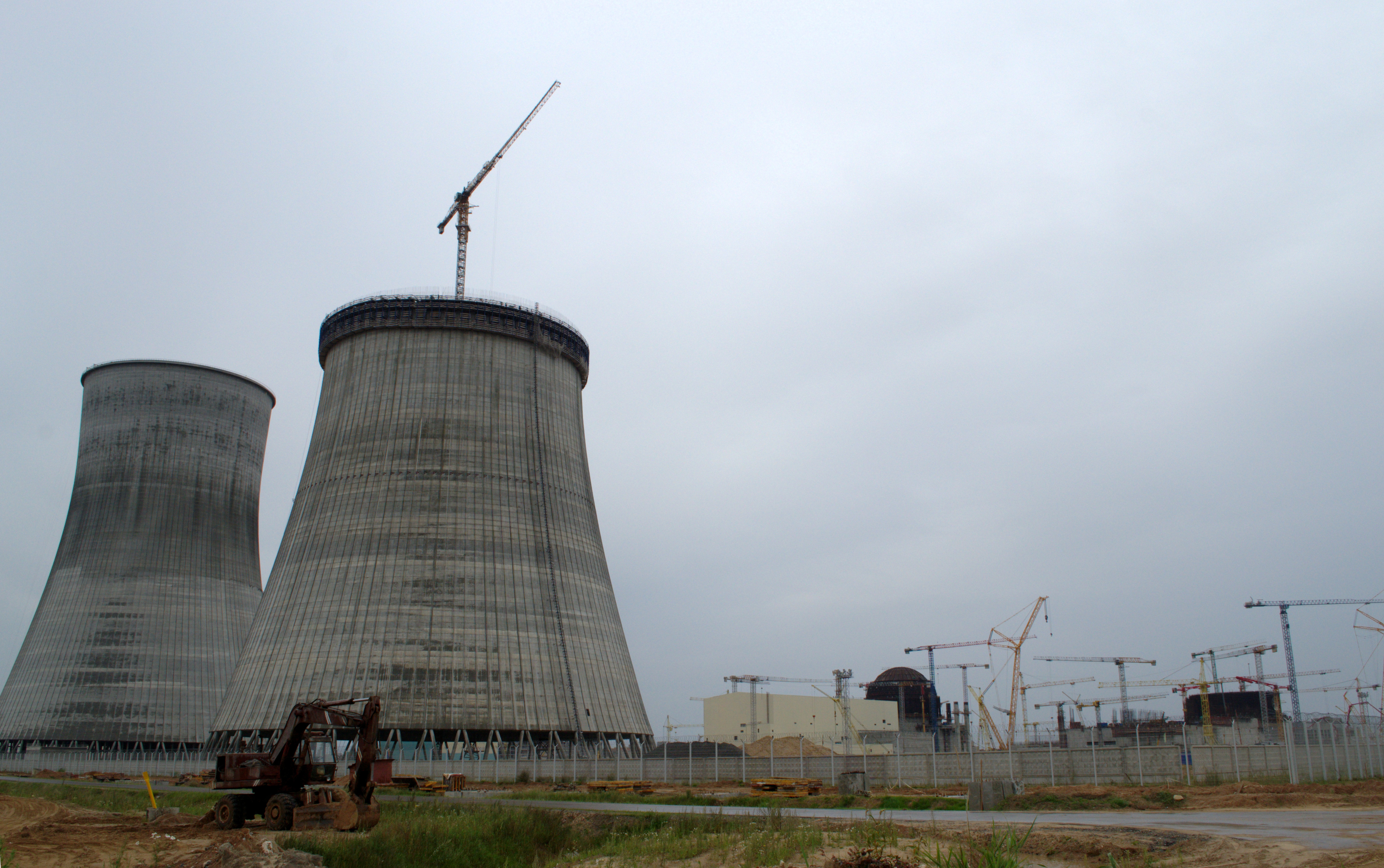
Usina atômica em construção
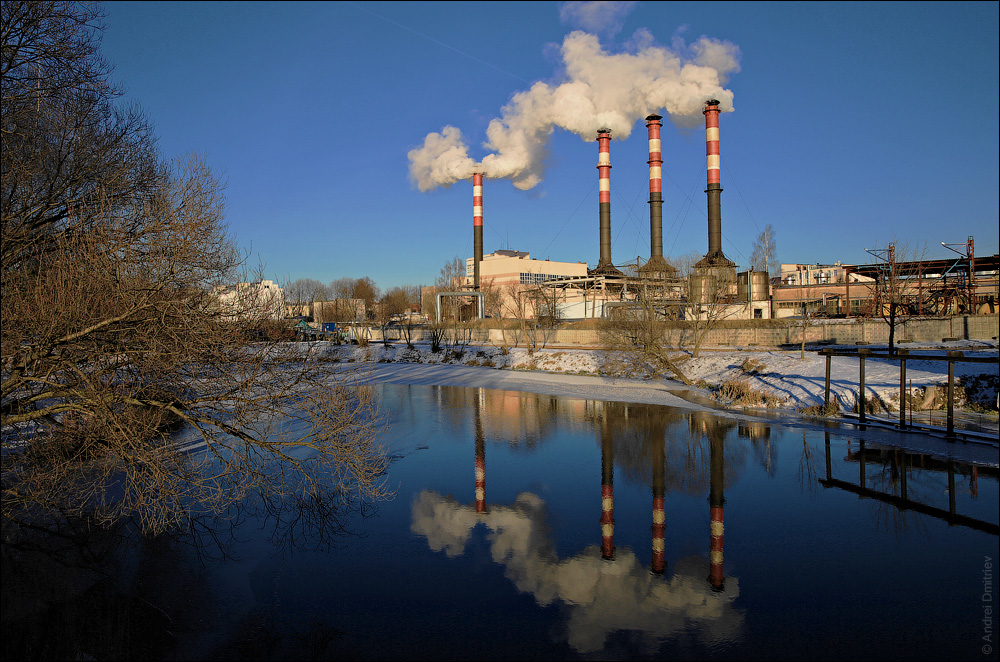
Usina de energia bielorrussa

### Mineração

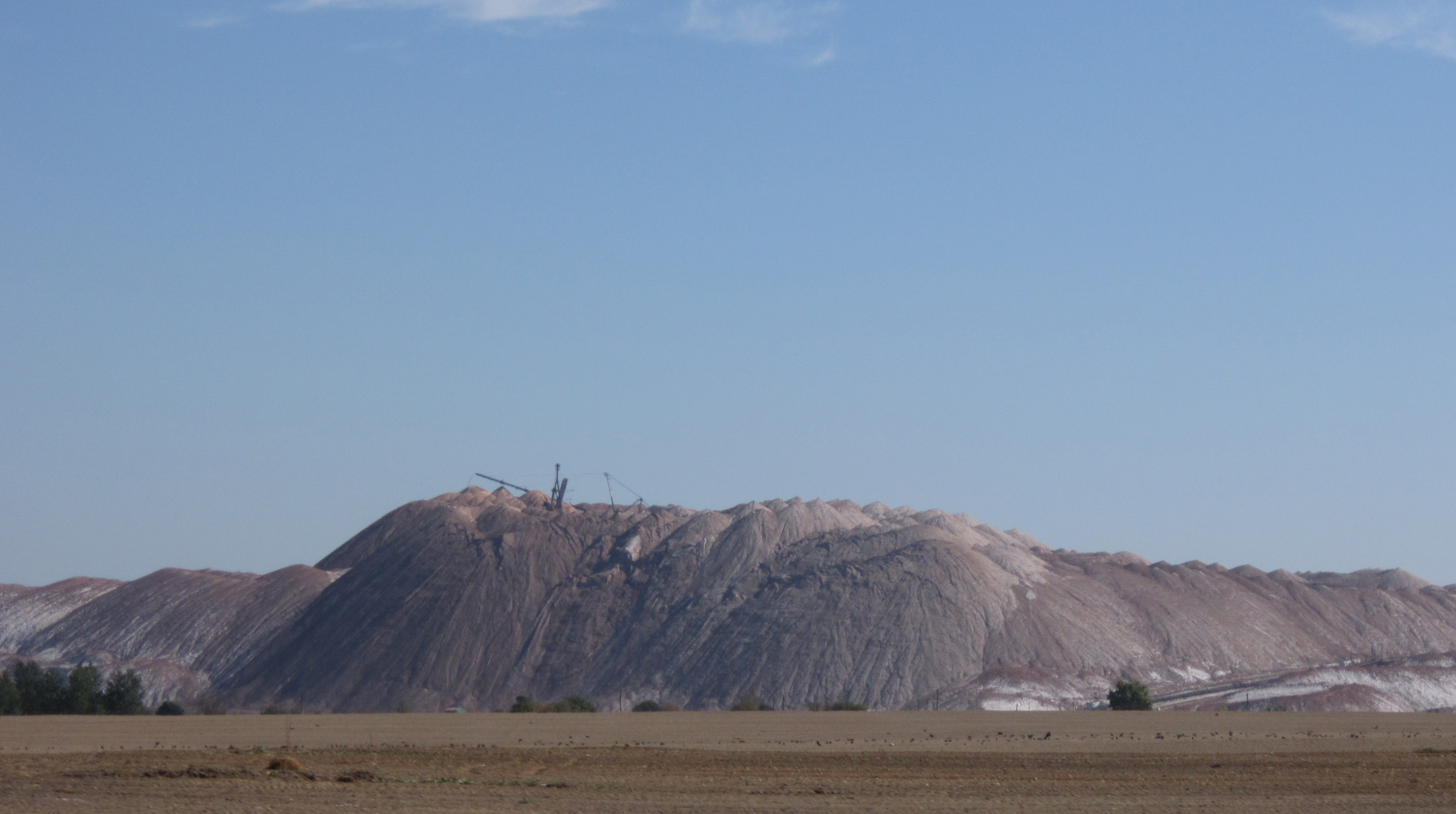
Mina de potash bielorrussa

Em 2019, o país era o 2º maior produtor mundial de potash (um mineral que contém potássio e é usado como fertilizante), e o 20º maior produtor mundial de sal.

## Setor terciário

### Turismo
O turismo na Bielorrússia é reduzido. Em 2018, recebeu 2,1 milhões de turistas internacionais. As receitas do turismo, neste ano, foram de US $ 0,8 bilhões.